# Marie-Françoise Duthu
Marie-Françoise Duthu, née le 20 octobre 1946 à Talence, est une femme politique française, membre du parti politique Les Verts.
Elle est députée européenne du 11 février au 19 juillet 2004, en remplacement d'Yves Piétrasanta.